# Onder de gordel
Onder de gordel is een term die voornamelijk gebruikt wordt in de vechtsporten boksen en kickboksen en refereert aan alle, zoals de term impliceert, onder de gordel gelegen lichaamsdelen zoals het kruis en de benen. In deze sporten, net zoals in vele andere, mag er niet onder de gordel gestoten worden, omdat de regelgeving dit verbiedt en het als onsportief wordt aangemerkt. Bij het overtreden zal een vermaning gegeven worden.
De term maakt ook deel uit van het moderne idioom, om een opmerking of daad te beschrijven die als verkeerd, onnodig kwetsend, of ronduit oneerlijk wordt aangemerkt. Een dergelijke opmerking of daad is dan "(een stoot) onder de gordel".   